# New Baltimore (Michigan)
New Baltimore é uma cidade localizada no estado americano de Michigan, no Condado de Macomb.

## Demografia
Segundo o censo americano de 2000, a sua população era de 7405 habitantes.
Em 2006, foi estimada uma população de 11.308, um aumento de 3903 (52.7%).

## Geografia
De acordo com o United States Census Bureau tem uma área de
17,5 km², dos quais 12,0 km² cobertos por terra e 5,5 km² cobertos por água. New Baltimore localiza-se a aproximadamente 178 m acima do nível do mar.

## Localidades na vizinhança
O diagrama seguinte representa as localidades num raio de 16 km ao redor de New Baltimore.